# メタモード
『メタモード』は、2000年2月24日に日本のコーエーから発売されたゲームボーイカラー用アクションロールプレイングゲーム。
主人公を「けいびたい」に入隊させ、「メタモード」と言う道具を使ってさまざまなジョブ（職業）に姿を変えて世界平和を維持する事が目的。変身可能な姿は90種類以上存在し、また「世界初の2人協力プレイ」が可能。スーパーファミコン用ソフト『ファイナルファンタジーV』（1992年）のアビリティに類似したシステムがあり、習得したジョブと能力を組み合わせてプレイすることができる。
開発はコーエーソフトウェア事業部が行い、モンスター・デザインは漫画家のはぬまあんおよび藤真つかさ、音楽は後にPlayStation 2用ソフト『真・三國無双2』（2001年）を手掛けた本間雅明が担当している。
本作はゲーム誌『ファミ通』の「クロスレビュー」にてシルバー殿堂を獲得した。また本作の広告は『月刊コロコロコミック』などの児童誌でも掲載された。また、広告はカラーページによる作品の概要や遊び方を紹介したマンガ形式となっていた。

## ゲーム内容

### システム
ジョブは全90種類。技は500種類で、あるアイテムやイベントによって手に入れられるジョブもある。初期ジョブは「パンピー（一般人）」。モンスターを武器や魔法などで気絶させると技ポイントが手に入り、この技ポイントをためると技を覚える事ができる。ジョブの大半の技を覚え、ランクをアップさせるとショクアンで新しいジョブに変身できるようになる。
ジョブごとに覚えられる技は異なり、ジョブのジャンルごとに3つ+4種類の12個までセットでき、A・B・十字キーの組み合わせで使用する事ができる。また、罠やポイントを乗り越えたりパラメーターに影響する技は別に4個までセットでき、その技を覚えられるジョブの間はセットしなくてもその状態で行動できる（例:サブマリナー状態・水面を泳げるなど）。また、技はその技の威力や効果によってS・M・Lの三段階に分かれジャンルごとに段階別にひとつずつセットできる。段階に応じて使用する際に必要なパワーが異なり、ゲージがゼロになると使用できない。
装備できるアイテムはジョブによって異なる。店で購入する道具欄が表示時はすでに持っているアイテムは教えてくれて、買ってすぐ装備できたり外した装備品を買い取ってもらう事も可能。また、アクセサリーはジョブに関係なく装備できる。装備品がなくても体当たりで戦えるがタイミングが悪いとダメージを受ける。
モンスターはマップを切り替えると再び出現する。モンスターを倒す事によって通れる地点では通過した時点でダンジョンを出ない限り復活しないが、モンスターを倒しても通路が開かない場合は通路の近くに立つと別なモンスターが出現し、倒す事で開く事もある。
他のRPGと異なり宿屋や特定の回復スポットがない。回復するには街中やダンジョン内にいる回復させてくれる人に話しかけるか、アイテム・技などを使用する。また、体力がゼロになった場合は倒れたマップの入り口に戻される。
街中にいるおばあさんに話しかけると、これまでの冒険の内容を話す事になり経験値に応じた分のお金がもらえる。どこかのおばあさんに話した後は、場所に関係なく話した後から稼いだ経験値の分だけお金がもらえる。
スイッチを押している間しか開かない通路は、通信プレイで1人がスイッチを押さえてるあいだに通行できる。一度でもその通路を通れば閉じる事はなくなる。

### 街中の施設
ショップ
看板は「SHOP」。道具や装備品の売り買いの他にも、アイテムを預けられる倉庫や、行った事のある街(例外あり)にすぐ移動できるワープ屋などがある。
ミックス屋
看板は「MIX」。アイテムとして拾えるタネを持っていくと、2つの種を組み合わせてアイテムに変化させる事ができる。変化するアイテムはランダムではなく組み合わせごとに固定されており、変化するアイテムによってMIX屋のセリフも異なる。
ショクアン
看板は特になく、場所によっては民家と同じような外観をしていたり、係員のみの場合もある。新しいジョブを覚えられる条件を満たすと、メタモードをレベルアップさせて新ジョブに変身できる様になる。
カジノ
ベシスの街のみで営業中。コインを買ってスロットマシンで遊ぶ事ができる。貯まったコインはアイテムと交換が可能。

### 隠し要素
- 特殊なジョブとして「くりえいた・くりえいこ」、「イヌ・ネコ」などがある。また、ゲーム終盤のあるイベントをクリアするとメタモードを使って性転換を行うことができ、すべてのジョブに変身できる。
- 2人協力プレイを使用しないといけないスポットがある。
- ゲーム開始時に主人公をある名前にすると初期パラメータや所持金が通常よりアップする。また、ナックやボブなど物語に大きく関わってくるキャラクターと同じ名前は使用できない。

## 設定

### ストーリー
舞台はモンスターと人間がともに暮らす世界。モンスターは人間に興味を示して近づこうとするが、力が強すぎて人間に危害を加える事もあり、ある日ドウジの村の村長がモンスター退治を計画した。それを聞いた村人の一人はモンスターを殺さずに気絶させる道具「メタモード」を開発。村長の命でメタモードが使いこなせる人間で「けいびたい」が結成された。
月日は流れ「メタモード」は世界中に普及し、「けいびたい」は「クールス」と言う名で世界の平和を守っていた。主人公は「クールス」に入隊するため、従兄弟のナックの案内で入隊試験を受ける事になる。

### 舞台
アンボのまち
主人公とナックが住む町。クールスの入隊試験が行われる「とらのあな」がある。街外れには潰れた劇場と病院がある。
ドウジのむら
メタモード発祥の地。のどかな村で古墳と鍾乳洞がある。
トレスのもり
ドウジの村の外にある森。邪悪な人間や、悪事に巻き込まれた人間を通さない鳥居がある。
カトルさばく
砂漠に囲まれた村。消えない炎に悩まされておりクールスの支部も頭を抱えている。ピラミッドと滝がある。
サンクのやま
山に面した村。風が強く風の神様が宿っていると言われている。
ベシスのまち
雪に囲まれた街。街の一部は氷や池に面している。洞窟を越えた先にぺんぺん草が自生しているがあまりの人気で採集され現在、数は減っている。ジョブや装備などの美しさを競う「ベストドレッサーコンテスト」が随時開催されている。
セットのやま
山の中腹。押した十字ボタンと逆の方向に動いてしまう地形がある。
ユイトのもり
山のふもとにある森。川の流れに押し戻されてしまう。
そうげん
街の間にある地点。住民は少なく老人が多い。
ロヌフのまち
クールスの本部がある都市。街の外れに閉鎖された図書館がある。街中には自動歩道があるがモンスターも多い。
バデスのもり
流れている川でシャケがとれる。

## 登場人物
主人公
性別・名前はゲーム開始時に決定。主人公の名前にはデフォルト名があり、男の子はエディ、女の子はエミィ。クールス入隊を決意し従兄弟のナックの紹介で入隊試験を受ける。アンボのまちで両親と暮らしている。入隊試験の直後にあるトラブルに巻き込まれる。
ナック
主人公の従兄弟でクールスの隊員。クールスの中でも優秀な隊員として知られており一目置かれた存在。主人公の隣の家で両親と住んでいた。
ヤング
クールスの現隊長。ロヌフのまちのクールス本部に勤務している。
しぶちょう
クールスアンボ支部の支部長。入隊試験の最終関門として対決する。
ボブ
クールスアンボ支部の副部長。地味な存在だが影で悪しき計画を目論んでおり、クールスに対抗する組織「ボビーズ」を結成する

## スタッフ
- ゲーム・デザイン：徳永清孝、内藤亜希子、上田聡子、こだまきこ
- プログラム：きただゆきひろ、古澤正紀、あきと、END05、夏目哲宏
- グラフィック：サトウキョウコ、カヤシマコ、シライカオリ、サトウエツコ、栗田宗一、三好信生、松原千穂、大島宏、小島大介、重岡美香、小沢努、むねちか
- テクニカルサポート：てんしんコーエー、わたる
- モンスター・デザイン：たはらともみ、はぬまあん、藤真つかさ
- サウンド：本間雅明、スタジオクリシェ
- マニュアル：石黒映、林量平、ちかりん、かめいみゆき
- パブリシティ：高津弘樹、矢澤ひろみ
- マーケティング：スメラギ、津曲陽子、ぐっちぃ
- キャラクター・デザイン：せきぐちまき
- プロデュース：後藤彰、うえのしょうぞう

## 評価
ゲーム誌『ファミ通』の「クロスレビュー」では合計30点（満40点）でシルバー殿堂を獲得した。